# Stazione di Gacheon
La stazione di Gacheon (가천역 - 佳川驛 Gacheon-yeok) è una stazione ferroviaria di Taegu, si trova nel quartiere di Suseong-gu ed è una stazione di diramazione per la linea Taegu che si dirama in questo punto dalla linea Gyeongbu. La stazione non è utilizzata da alcun servizio passeggeri.

## Linee
Korail
■ Linea Gyeongbu
■ Linea Taegu